# Кеймада-Гранді
Кеймада-Гранді, або Зміїний (порт. Ilha da Queimada Grande) — острів в Атлантичному океані за 35 км від берегів бразильського штату Сан-Паулу.

## Географія
Острів має площу всього близько 0,43 км² і висоту 200 м н.р.м., але відомий як житло однієї з найнебезпечніших змій світу — острівного ботропса (Bothrops insularis), чий укус викликає швидке омертвіння тканин. З цієї причини, а також заради збереження флори і фауни, влада країни забороняє відвідування острова, який включено до списку найнебезпечніших місць Землі.

## Економіка
На острові встановлено маяк, який працює в автоматичному режимі.
У водах біля острова заборонено рибальство і дайвінг.

## Ресурси Інтернету
- Atlas Obscura: Snake Island: Ilha da Queimada Grande [Архівовано 1 грудня 2016 у Wayback Machine.]
- National Geographic Field Tale: Snake Island [Архівовано 19 жовтня 2016 у Wayback Machine.]
- Mark O'Shea's Lost Worlds [Архівовано 27 лютого 2021 у Wayback Machine.]
- Vice News: Snake Island Full Length